# Zalaháshágy-Szőce megállóhely
Zalaháshágy-Szőce megállóhely egy Vas vármegyei megállóhely, amit a GYSEV üzemeltetett Szőce község közigazgatási területén.
A községhez tartozó Rimány településrész belterületének északkeleti szélén helyezkedett el, Szőce központjától mintegy három kilométerre, a másik névadó település, Zalaháshágy központjától hasonló távolságra északnyugatra. Néhány lépésre található a 86-os főút, a 7413-as és a 7463-as utak közös csomópontjától, ahonnan egy rövidke bekötőúton lehetett megközelíteni.
A megállóhelyen és vele együtt a vasútvonalon a vasúti forgalom 2009. december 13-a óta szünetel.

## Vasútvonalak
A megállóhelyet az alábbi vasútvonalak érintik:
- Körmend–Zalalövő-vasútvonal

## Kapcsolódó állomások
A vasúti megállóhelyhez az alábbi állomások vannak a legközelebb:
- Nádasd megállóhely (Körmend vasútállomás, Körmend–Zalalövő-vasútvonal)
- Zalalövő vasútállomás (Zalalövő vasútállomás, Körmend–Zalalövő-vasútvonal)